# Klára Vojtíková
Klára Vojtíková (Uherské Hradiště, 16 giugno 1994) è una cestista ceca.

## Carriera
Con la Rep. Ceca ha disputato i Campionati europei del 2019.